# Parc Astérix
Koordinaten: 49° 8′ 5″ N, 2° 34′ 20″ O
Der Parc Astérix ist ein im Jahr 1989 in der 30 km nördlich von Paris gelegenen Gemeinde Plailly eröffneter Freizeitpark, dem eine Hotelanlage angeschlossen ist. Dieser Themenpark, der der Welt des Comic-Helden Asterix gewidmet ist, belegte 2023 mit über 2,8 Millionen Besuchern den zweiten Platz der meistbesuchten Freizeitparks in Frankreich und ist der achtmeistbesuchte Freizeitpark in Europa.
Die ursprüngliche, ab 1997 an der Börse notierte Betreibergesellschaft „Parc Asterix SA“, die im Vorjahr das „Grand Aquarium Saint-Malo“ aufgekauft hatte, entwickelte sich, nachdem sie 1999 des Weiteren Grévin-France miniature übernommen hatte, unter dem Namen Grévin & Cie (siehe dort) in eine überregional agierende Gesellschaft. Nach einer Übernahmeaktion hielt die Compagnie des Alpes (CdA), eine Tochter des staatlichen Finanzinstitutes Caisse des Dépôts et Consignations (CDC), ab dem Jahr 2002 mindestens 95,87 % der Anteile dieser Gesellschaft, die der CdA als Division Grévin & Cie einverleibt und im Jahr 2006 in CdA Parks umbenannt wurde.

## Geschichte
Die Idee eines solchen Freizeitparks entstand in einem Team um Pierre Tchernia, Marcel Gotlib (Mitstreiter bei Pilote), Roger Carel (französische Filmstimme von Astérix), dem Schauspieler Gérard Hernandez, Fred (Autor von Philémon) und dem Asterix-Zeichner Albert Uderzo. Im Jahr 1987 begannen die Arbeiten am Parc Astérix im französischen Plailly bei Paris. Mit dem Thema und den Figuren aus den Asterix-Comics, einer Waldfläche von 155 Hektar, 95.000 Bäumen und 4 Hektar Wasserfläche wurde der Park am 30. April 1989 eröffnet.
Der Park besitzt in der französischen Bevölkerung eine große Popularität und pflegt bewusst ein französisches Flair in Abgrenzung zu Freizeitparks amerikanischen Stils, vor allem zum nur 30 km entfernten Konkurrenten Disneyland Paris. So gibt es neben Szenerien aus gallisch-römischer Zeit zu Asterix auch Szenerien aus dem Frankreich des Mittelalters und der vorletzten Jahrhundertwende mit Ladengeschäften und handwerklichen Demonstrationen.

## Attraktionen
Zu den Attraktionen des Parks gehören neben Achterbahnen ein Gallierdorf im Zentrum des Parks, einige Fahrgeschäfte und Shows mit Bezug auf die Welt von Asterix sowie die Figuren der Comics. Zum 25. Geburtstag des Parks – in der Saison 2014 – widmet der Park dem Hund von Obelix einen eigenen Themenbereich: La forêt d'Idéfix wird der neue Kinderbereich des Parks mit fünf Attraktionen nur für Kinder.
Als Hauptattraktion des Parks gilt allgemein die 1997 eröffnete Holzachterbahn Tonnerre de Zeus (Donner des Zeus). Seit 2012 zieht vor allem der OzIris, eine Stahlachterbahn vom Typ Inverted Coaster, die Besucher in seinen Bann.

### Achterbahnen
| Name            | Typ                             | Hersteller                    | Eröffnungsjahr | Weblinks |
| --------------- | ------------------------------- | ----------------------------- | -------------- | -------- |
| Goudurix        | Stahlachterbahn mit Inversionen | Vekoma                        | 1989           |          |
| OzIris          | Inverted Coaster                | Bolliger & Mabillard          | 2012           |          |
| Pégase Express  | Familienachterbahn              | Gerstlauer Amusement Rides    | 2017           |          |
| SOS Numérobis   | Familienachterbahn              | Zierer Rides                  | 1990           |          |
| Tonnerre 2 Zeus | Holzachterbahn                  | Custom Coasters International | 1997           |          |
| Toutatis        | Launched Coaster                | Intamin                       | 2023           |          |
| Trace Du Hourra | Bobachterbahn                   | Mack Rides                    | 2001           |          |
| Vol D'Icare     | Familienachterbahn              | Zierer Rides                  | 1994           |          |
| Cétautomatix    | Spinning Coaster                | Gerstlauer Amusement Rides    | 2025 (im Bau)  |          |

#### Ehemalige Achterbahnen
| Name              | Typ                | Hersteller   | Eröffnungsjahr | Schließungsjahr | Bemerkungen | Weblinks |
| ----------------- | ------------------ | ------------ | -------------- | --------------- | --- | -------- |
| Ronde des Rondins | Familienachterbahn | Zierer Rides | 1989           | 2013            | Fuhr bis 2003 unter dem Namen Serpentin. Seit 2014 fährt sie in Fraispertuis City als Ronde des Rondins ihre Runden. |          |